# Франсуа Аффольтер
Франсуа Аффольтер (фр. François Affolter, нар. 13 березня 1991, Б'єн) — швейцарський футболіст, захисник клубу «Люцерн».
Насамперед відомий виступами за клуб «Янг Бойз», а також національну збірну Швейцарії.

## Клубна кар'єра
Народився 13 березня 1991 року в місті Б'єн, кантон Берн. 
Вихованець юнацьких команд футбольних клубів «Етуаль Біль», «Б'єн» та «Янг Бойз».
У дорослому футболі дебютував 2008 року виступами за «Янг Бойз», в якому провів три сезони, взявши участь у 94 матчах чемпіонату. Більшість часу, проведеного у складі «Янг Бойз», був основним гравцем захисту команди.
До складу клубу «Вердер» на правах оренди з правом викупу приєднався на початку 2012 року. До кінця сезону встиг відіграти за бременський клуб 13 матчів в національному чемпіонаті.

## Виступи за збірні
Виступав у складі юнацької збірної Швейцарії, разом з якою брав участь у юнацькому (U-19) чемпіонаті Європи 2009 року.
З 4 вересня 2009 року залучався до складу молодіжної збірної Швейцарії, разом з якою став фіналістом молодіжного чемпіонату Європи 2011 року. Наразі на молодіжному рівні зіграв у 17 офіційних матчах, забив 2 голи.
2012 року захищав кольори олімпійської збірної Швейцарії на Олімпійських іграх 2012 року у Лондоні.
11 серпня 2010 року дебютував в офіційних матчах у складі національної збірної Швейцарії в товариській грі зі збірною Австрії, яка завершилась перемогою швейцарців з рахунком 1-0, а Аффольтер провів на полі весь матч.
Наразі провів у формі головної команди країни 5 матчів.